# Cinema teatro 4 Mori
Il Cinema Teatro 4 Mori si trova a Livorno, in piazza Unità d'Italia; sorge nei pressi del Palazzo del Governo e non distante dal monumento dei Quattro mori, dal quale trae il nome.

## Storia

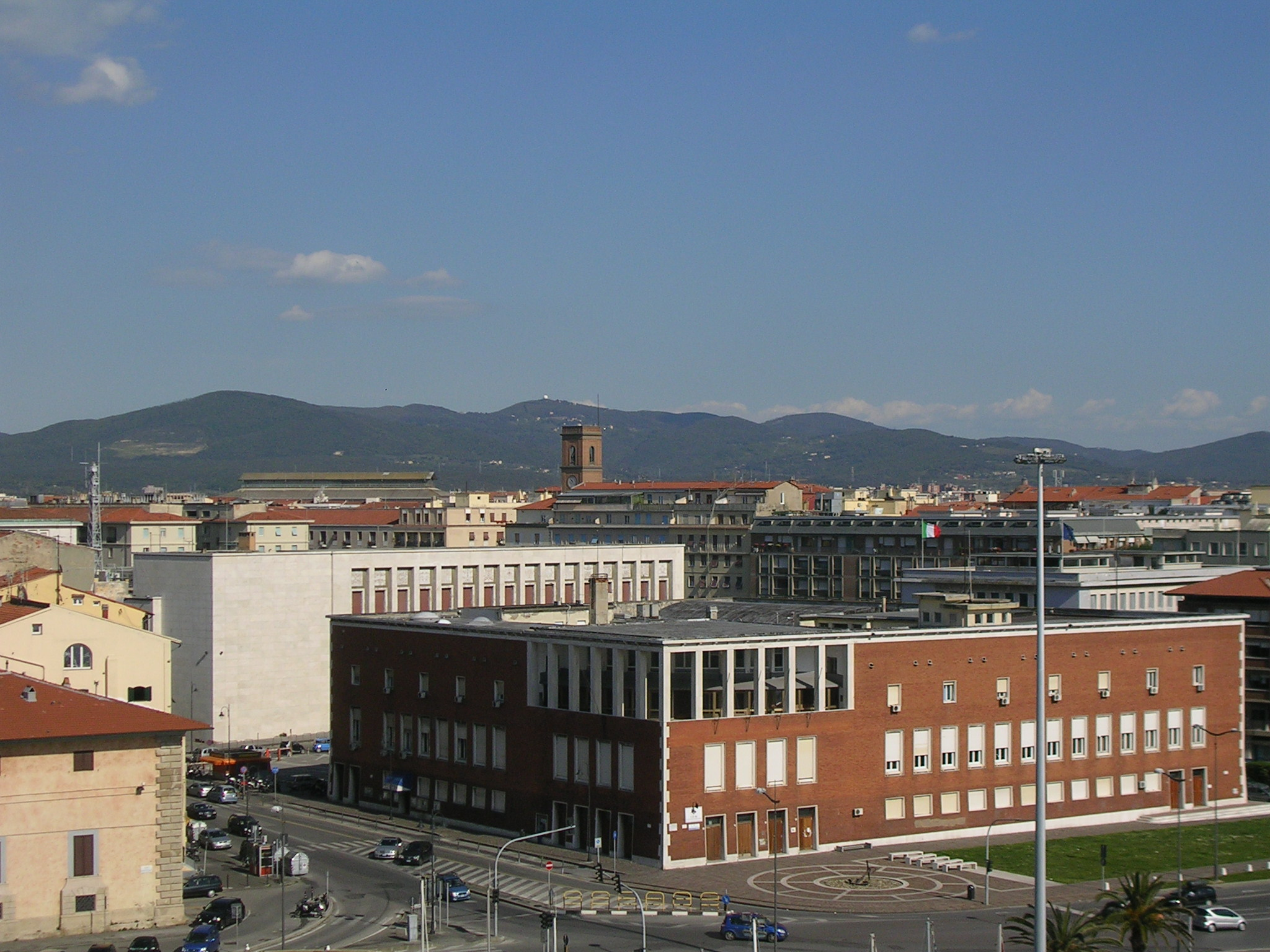
Veduta della città con il Palazzo del Portuale in primo piano

La costruzione del cinema è legata alla realizzazione della Casa del Portuale (nota anche come Palazzo del Portuale), cui la struttura è annessa.
Voluto dalla Compagnia Lavoratori Portuali, il palazzo sorse nel secondo dopoguerra, tra il 1953 ed il 1957, in un'area stravolta dagli sventramenti prebellici (quando furono demoliti il Bagno dei forzati e la chiesa di Sant'Antonio per far posto al Palazzo del Governo e alla sua piazza) e dai successivi bombardamenti della seconda guerra mondiale.
Il progetto del palazzo e del teatro si deve a Giovanni Salghetti Drioli, che nella conformazione esterna riprese il paramento in laterizio ed i muri lievemente inclinati della vicina Fortezza Vecchia; l'edificio è stato ritenuto di particolare pregio architettonico nell'ambito del Piano Regolatore Generale del 1999.
Il Cinema Teatro 4 Mori inaugurò il 4 maggio 1957 e la sua gestione fu affidata a Fortunato Marinari, che già controllava il Cinema Odeon e la Gran Guardia e successivamente anche il Teatro Goldoni.
La gestione passò direttamente nelle mani della Compagnia Lavoratori Portuali nel 1978.
Nel 1985 fu ristrutturato e adeguato alle norme sulla sicurezza. Nel 1993-1994 vengono installati l'impianto audio Dolby e il sistema di proiezione automatizzato Cinemeccanica Vector 2000. Col gennaio 2011 iniziano le proiezioni digitali.
Tra i principali eventi legati alla struttura, è opportuno ricordare la prima nazionale di Ovosodo (1997), il film diretto da Paolo Virzì, vincitore del "Gran Premio speciale della giuria" alla Mostra Internazionale d'Arte Cinematografica di Venezia; più recentemente il cinema ha ospitato il set (1º luglio 2009) e la prima nazionale in presenza del cast e della troupe del film La prima cosa bella, diretto dal medesimo Virzì (15 gennaio 2010).